# Lipiec 2018

## 30 lipca
- W wyborach generalnych w Zimbabwe najwięcej miejsc w parlamencie obsadziło ZANU-PF, a prezydentem wybrano Emmersona Mnangagwę.

## 29 lipca
- Brytyjczyk Geraint Thomas (Team Sky) zwyciężył w kolarskim wyścigu wieloetapowym Tour de France[1].

## 27 lipca
- Zaćmienie Księżyca.

## 25 lipca
- Ponad 250 osób zginęło w zamachach bombowych w As-Suwajdzie, mieście w południowo-zachodniej Syrii zamieszkałym głównie przez Druzów. Ataki czterech zamachowców-samobójców w mieście oraz przy użyciu broni i materiałów wybuchowych na kilka okolicznych wiosek przeprowadziło Państwo Islamskie. W atakach wg Syryjskiego Obserwatorium Praw Człowieka miało zginąć przynajmniej 63 dżihadystów[2][3][4].
- W Pakistanie odbyły się wybory parlamentarne do Zgromadzenia Narodowego i czterech parlamentów regionalnych. Wybory odbyły się w cieniu zamachu bombowego na lokal wyborczy w Kwecie[5][6].
- Poinformowano o odkryciu przypuszczalnego jeziora ciekłej wody na Marsie. Odkrycia dokonał, przy pomocy radaru Marsis działającego na pokładzie krążącego wokół czerwonej planety sztucznego satelity Europejskiej Agencji Kosmicznej Mars Express, zespół włoskich naukowców[7][8].

## 24 lipca
- W Szwecji trwają największe od lat pożary lasów[9].

## 23 lipca
- Wybuchły pożary lasów w Grecji.

- Zapora wodna budowana w prowincji Champasak w Laosie została przerwana zalewając sąsiednią prowincję Attapu[10].

## 20 lipca
- Pozbawiona urzędu prezydent Korei Południowej Park Geun-hye została skazana na kolejne 8 lat więzienia, co podniosło sumaryczny wyrok do 32 lat[11][12].

## 15 lipca
- W finale mistrzostw świata w piłce nożnej Francja pokonała Chorwację 4:2. Chorwat Luka Modrić został uznany najlepszym piłkarzem mundialu.
- Serb Novak Đoković triumfował w rywalizacji singlistów podczas wielkoszlemowego turnieju tenisowego – Wimbledonu – pokonując w finale Kevina Andersona z RPA 6:2 6:2 7:6(3)[13]. W parach mieszanych zwyciężyli Nicole Melichar i Alexander Peya[14].

## 14 lipca
- Niemka Angelique Kerber została najlepszą singlistką wielkoszlemowego turnieju tenisowego Wimbledonu pokonując w finale Serenę Williams 6:3 6:3[15]. Najlepszą parą męskiego debla zostali amerykanie Mike Bryan i Jack Sock[16].

## 12 lipca
- Polski Związek Piłki Nożnej wybrał Jerzego Brzęczka na stanowisko selekcjonera reprezentacji Polski w piłce nożnej[17].

- Co najmniej 199 osób zginęło w wyniku trwających od tygodnia ulewnych deszczów, a w ich efekcie powodzi i osunięć ziemi w zachodniej Japonii[18].

## 10 lipca
- Zakończyła się akcja ratunkowa w jaskini Tham Luang[19].

## 8 lipca
- 24 osoby zginęły w wyniku wykolejenia się pociągu osobowego na północnym zachodzie Turcji[20].

## 5 lipca
- Parlament Europejski w głosowaniu odrzucił projekt dyrektywy w sprawie praw autorskich na jednolitym rynku cyfrowym[21].
- Co najmniej 24 osoby zginęły, a kilkadziesiąt zostało rannych w trakcie dwóch eksplozji, do których doszło w magazynach zakładu produkującego sztuczne ognie w mieście Tultepec, w pobliżu stolicy Meksyku[22].
- Co najmniej 41 osób zginęło w katastrofie statku pasażerskiego, który zatonął w czasie sztormowej pogody u wybrzeży wyspy Phuket w Tajlandii[23].

## 4 lipca
- W proteście przeciwko dyrektywie Unii Europejskiej w sprawie praw autorskich na jednolitym rynku cyfrowym „zaciemnione” zostały niektóre wersje językowe Wikipedii. Były to m.in.: włoska, estońska, łotewska, hiszpańska i polska.

## 1 lipca
- 48 pasażerów zginęło w indyjskim stanie Uttarakhand w wyniku zsunięcia się autobusu z górskiej drogi do wąwozu o głębokości 200 metrów[24].